# Джвариса (Амбролаурский муниципалитет)
Джвариса (груз. ჯვარისა) — село в Грузии, на территории Амбролаурского муниципалитета края (мхаре) Рача-Лечхуми и Нижняя Сванетия.

## География
Село находится в северной части Грузии, к югу от реки Риони, на расстоянии приблизительно 6 километров (по прямой) к западо-юго-западу от города Амбролаури, административного центра муниципалитета. Абсолютная высота — 814 метров над уровнем моря.

## Население
По результатам официальной переписи населения 2014 года, в Джварисе проживало 138 человек (64 мужчины и 74 женщины). В национальной структуре населения грузины составляли 100 %.
| Год  | Население, человек |
| ---- | ------------------ |
| 2002 | 173                |
| 2014 | ↘ 138              |